# Kulîkivka, Sakî
Kulîkivka (în ucraineană Куликівка) este un sat în comuna Lisnivka din raionul Sakî, Republica Autonomă Crimeea, Ucraina.

## Demografie
Componența lingvistică a localității Kulîkivka
     Rusă (68,75%)
     Ucraineană (16,44%)
     Tătară crimeeană (13,43%)
     Alte limbi (0,92%)
Conform recensământului din 2001, majoritatea populației localității Kulîkivka era vorbitoare de rusă (68,75%), existând în minoritate și vorbitori de ucraineană (16,44%) și tătară crimeeană (13,43%).